# Phaeostigma (Superboraphidia) minois
Phaeostigma (Superboraphidia) minois is een kameelhalsvliegensoort uit de familie van de Raphidiidae. De soort komt voor in Griekenland.
Phaeostigma (Superboraphidia) minois werd voor het eerst wetenschappelijk beschreven door U. Aspöck & H. Aspöck in 1990.